# Aliança per la Democràcia
L'Aliança per Democràcia (Alliance for Democracy AD) fou una partit de l'oposició progressista a Nigèria. Va ser formada el 9 de setembre de 1998. A les eleccions legislatives de 12 d'abril del 2003, el partit va guanyar 8.8% del vot popular i 34 escons de 360 a la Cambra de Representants i sis de 109 al Senat al Senat de Nigèria. El partit es va embolicar en una baralla pel lideratge entre Mojisola Akinfenwa i Adebisi Akande, que va durar fins al setembre de 2006 quan la facció de 'Bisi' Akande es va fusionar amb altres partits d'oposició per formar el Congrés d'Acció (més tard rebatejat Congrés d'Acció de Nigèria)
El 2007, el cap Dr. Christopher Ajuwa, de la regió del delta del Níger, es va presentar a les eleccions a la presidència de Nigèria sota l'AD.
El partit estava immergit en una disputa pel lideratge entre Mojisola Akinfenwa i Adebisi Akande, que va persistir fins al setembre de 2006, quan la facció 'Bisi Akande' es va fusionar amb altres partits de l'oposició per formar el partit Congrés d'Acció.

## Bandera
La bandera del partit era verda-blanca-vermella horitzontal, però no formada per bandes plenament verticals sinó que la del centre és diagonal, deixant la franja del vol verda com un trapezi amb la base més petita a la part inferior, i la part vermella un altre trapezi amb la base gran a la part inferior. al centre, a la part blanca, una anella negre formant un disc blanc dins del qual una estrella de cinc puntes negres, les puntes de la qual toquen a l'anella. dins l'estel les lletres AD en blanc. A les eleccions presidencials es va utilitzar la bandera en la forma normal de tres bandes verticals, amb un disc negre al centre (banda blanca) dins del qual una estrella blanca; dins l'estel les lletres A D en verd i vermell respectivament i lleugerament inclinada la A cap a la dreta i la D cap a l'esquerra. Rodejant el disc negre trenta-set estrelles blanques delineades en negre; sota el disc el nom del partit en negre, en tres línies i una paraula en cadascuna.